# Burton Jastram

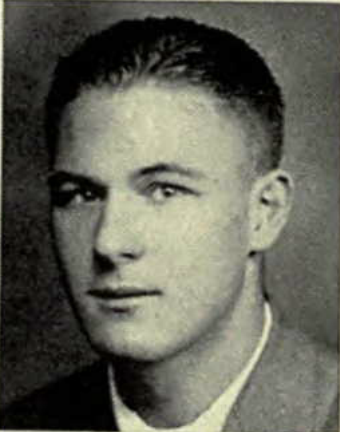
Burt Jastram (Jahrbuch 1932)

Burton „Burt“ Albert Jastram (* 5. Juni 1910 in San Francisco; † 20. Mai 1995 in Oakland) war ein US-amerikanischer Ruderer.
Jastram studierte an der University of California, Berkeley Architektur und gehörte dem Ruderteam der Universitäts-Sportmannschaft Golden Bears an. Die Golden Bears hatten bereits bei den Olympischen Spielen 1928 den US-Achter gestellt und Gold gewonnen. Bei den Olympischen Spielen 1932 in Los Angeles bildeten erneut die Bears von Trainer Ky Ebright den Achter. In der Aufstellung Edwin Salisbury, James Blair, Duncan Gregg, David Dunlap, Burton Jastram, Charles Chandler, Harold Tower, Winslow Hall und Steuermann Norris Graham gewann der US-Achter mit zwei Zehntelsekunden Vorsprung vor den Italienern die Goldmedaille.
Jastram war als Architekt direkt nach seinem Studium für die University of California tätig, bevor er viele Jahre für Industrie und Handel baute.